# Phước Mỹ, Sơn Trà

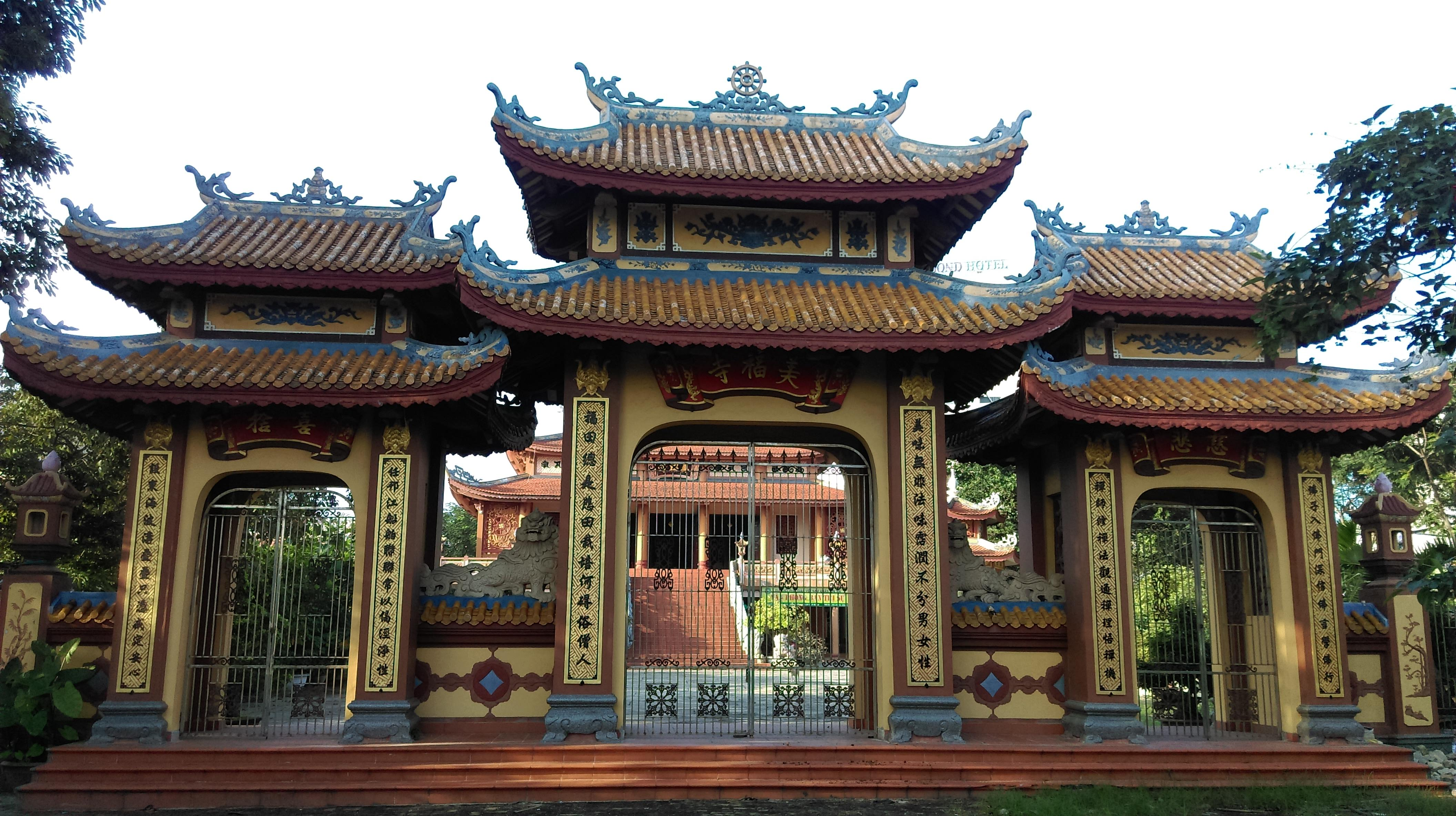
Chùa Mỹ Khê

Phước Mỹ là một phường thuộc quận Sơn Trà, thành phố Đà Nẵng, Việt Nam.
Phường có diện tích 1,9 km², dân số năm 1999 là 10.445 người, mật độ dân số đạt 5.497 người/km².